# Каратай
Карата́й (каз. Қаратай) — село у складі Успенського району Павлодарської області Казахстану. Входить до складу Лозовського сільського округу.
Населення — 395 осіб (2021; 415 у 2009, 796 у 1999, 1280 у 1989).
Національний склад станом на 1989 рік:
- казахи — 75 %